# Cá hồi trắng hàm ngắn
Cá hồi trắng hàm ngắn (danh pháp hai phần: Coregonus zenithicus) là một loài cá thuộc chi Cá hồi trắng trong họ Cá hồi. Đây là loài đặc hữu, nơi nó sing sống ở Bắc Mỹ. Loài này có chiều dài tối đa. Từng biến trong khắp Ngũ Đại Hồ thượng Laurentia, ngày nay nó không còn tìm thấy ở hồ Michigan và số lượng tại hồ Huron thấp hơn nhiều trong quá khứ. Số lượng trong hồ Superior được biết đến là thấp hơn so với lịch sử, dựa trên số liệu thống kê đánh bắt thương mại. Tình trạng của nó ở hồ Nipigon là không chắc chắn. Nó đã được báo cáo trong ít nhất 22 hồ khác bên ngoài của Ngũ Đại Hồ, từ các tỉnh Ontario, Manitoba, Saskatchewan, Alberta, và các lãnh thổ Tây Bắc Canada. Người ta không biết liệu số lượng tại Ngũ Đại Hồ đang gia tăng, giảm sút hay ổn định. Xu hướng dân số trong các hồ khác chưa được biết.